# Ежен Мерсьє
Еже́н Мерсьє (фр. Eugène Mercier; *1838—†1904) — засновник фірми з виробництва шампанського, яка носить його ім'я. Вважається винахідником кінореклами.

## Дитинство
Будучи позашлюбною дитиною, він не знав свого батька. Його мати, Жанна, працювала в пральні, пізніше в бакалії. Ежен був змушений рано розпочати свою трудову діяльність. Наслідуючи приклад своєї матері, він економить кожне су заради втілення у життя своєї мрії: створити власну виноробну фірму (Виноробний дім у Шампані) з виробництва якісного шампанського, яке мало бути усім доступне.

## Виникненняшампанського дому Мерсьє
1858 року, у віці 20 років, це було зроблено. Розташована в Еперне, фірма Мерсьє була малим та молодим підприємством, що входило до групи «Союз власників». Також група у своєму складі мала виноробний дім Бурлона, створеного тестем Ежена, Філіппом Бурлоном.

### Погреби Мерсьє

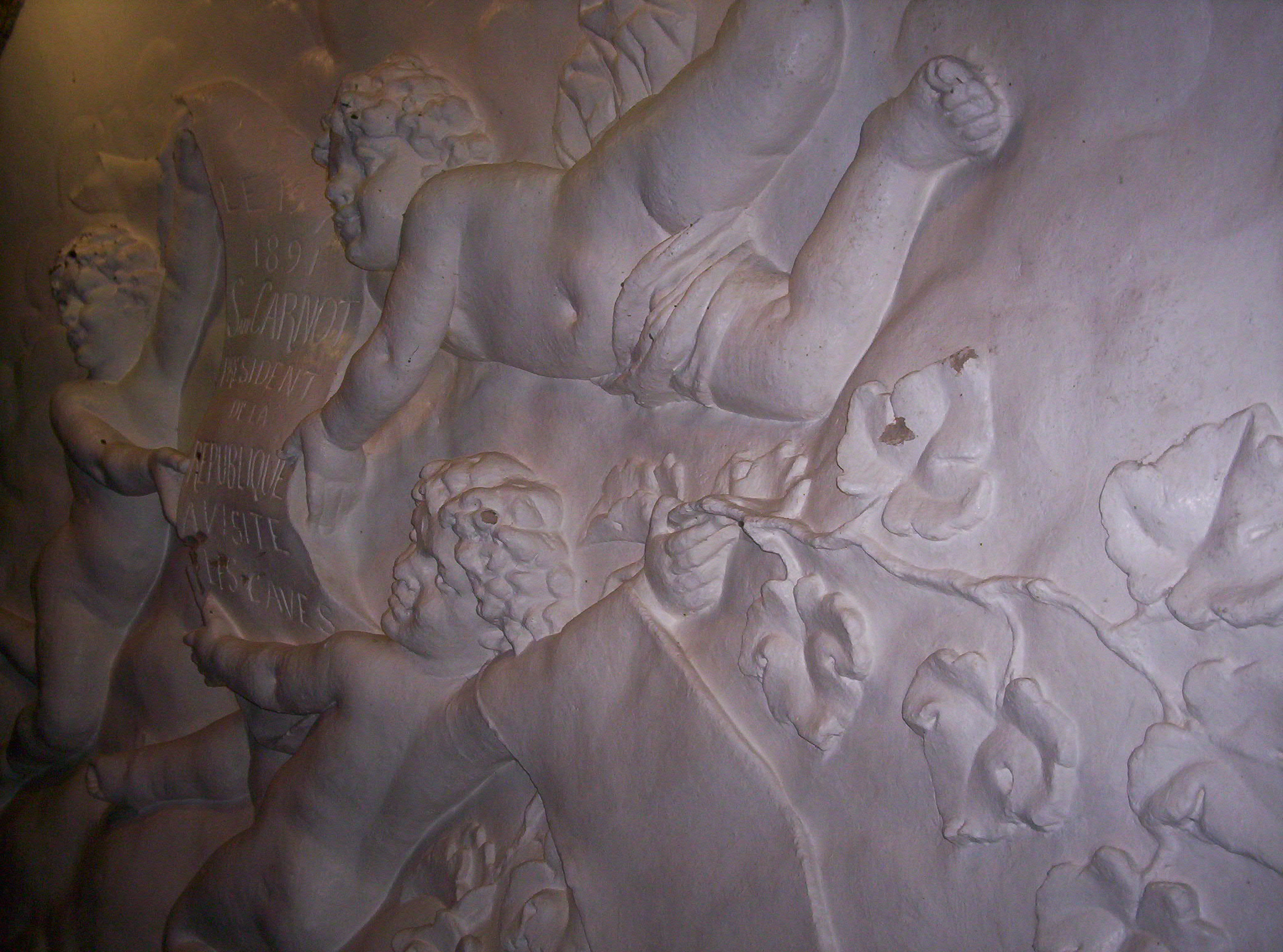

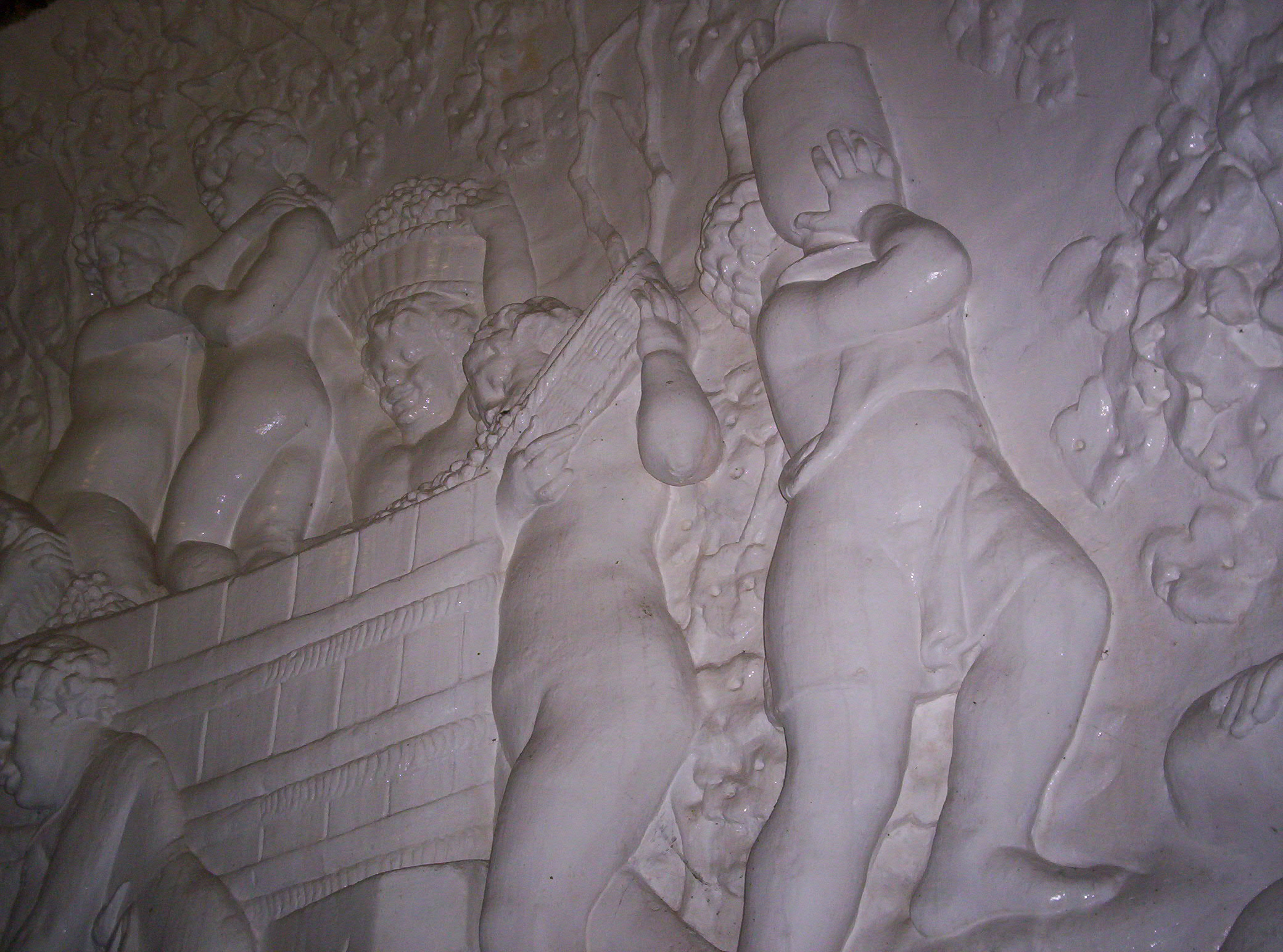
Барельєфи У погребі. Автор — Густав Навле

1871 року він затіяв викопування величезних погребів. «Рахуйте кілометрами, не метрами!» — радив він архітектору. Льохи у 18 кілометрів розташувалися на одному рівні та сполучилися з залізничною гілкою Париж-Страсбург, що дозволило легше транспортувати шампаське.
Їх урочисте відкриття висвітлювалися тогочасними засобами масової інформації. Протягом цього відкриття, погреби відвідували у колясках, запряженими білими кіньми. 

У 1885 році погреби були відкриті для публіки. Мерсьє здійснив установку передового для того періоду електрообладнання, також парового генератора задля забезпечення освітлення льохів.

1891 року, коли приїжджав президент франції Саді Карно, для нього була організована екскурсія з аналогічними упряжками, а також задіяно 100 тис. свічок для освітлення під час цієї події.

### Найбільша бочка світу

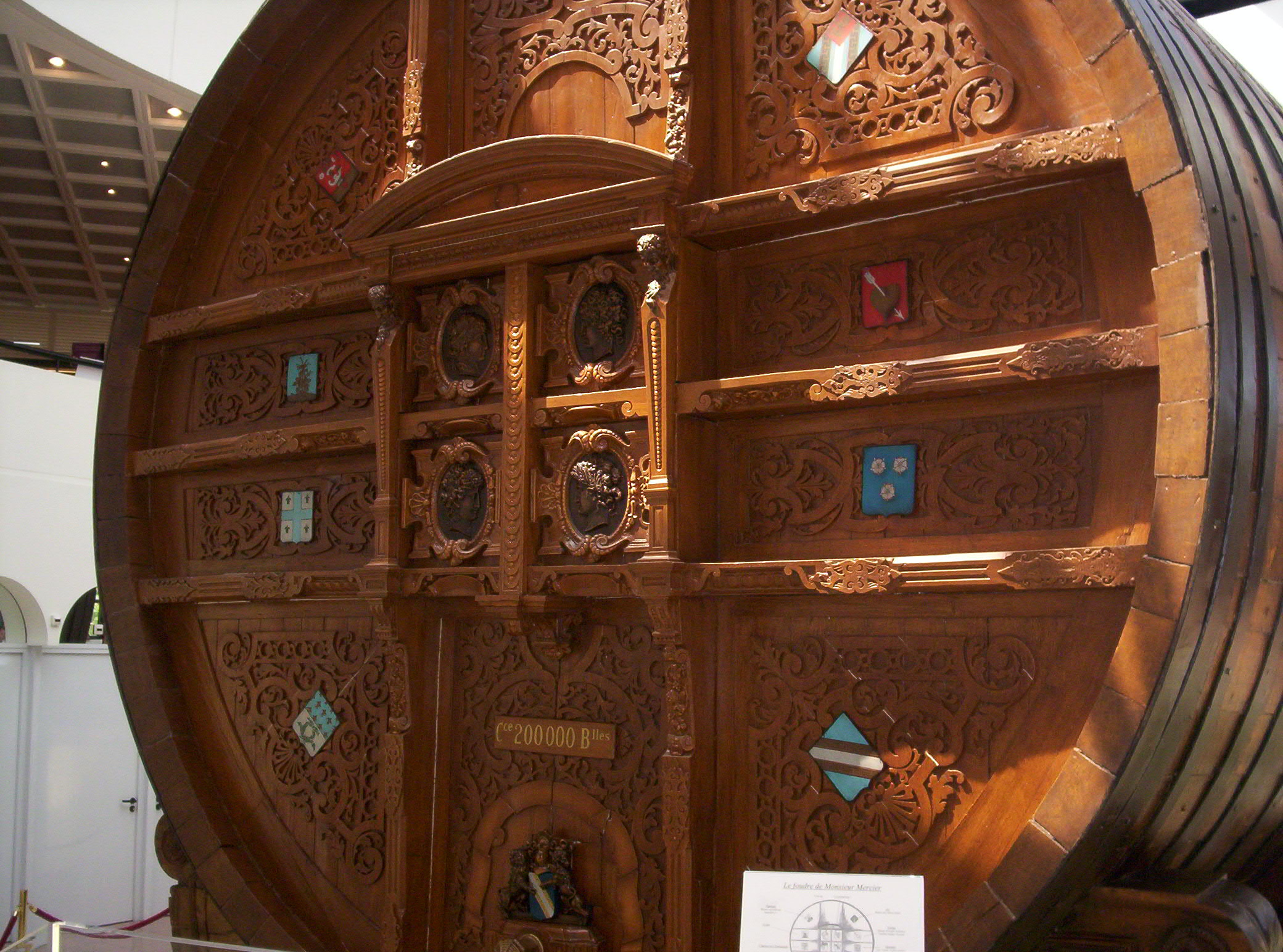
Бочка — «Le foudre»

У 1871 році Мерсьє розпочав у Еперне будівництво найбільшої у світі бочки. Знадобилось 16 років для завершення спорудження цього об'єкту, спроможного вміщувати 160 тис. літрів, тобто більше 213 тис. пляшок шампанського та масою понад 20 тонн. 1887 року її герметичність тестувалася новим річним врожаєм винограду.
Мерсьє організував переміщення своєї бочки до Парижу на всесвітню виставку 1889 року. Об'єкт транспортувався 12-ма парами білих биків і, щоб вчасно прибути до Парижа, Мерсьє мав викупити будинки для їх знесення.
Знадобилося три тижні, щоб подолати шлях. Протягом подорожі приверталася увага натовпу та преси, що таким чином посилювало популярність марки. Бочка на всесвітній виставці зайнала друге місце після Ейфелевої вежі, яка перемогла серед експозицій. З того часу шампанське Мерсьє стало відомим у Франції, а також закордоном. Бочка сьогодні виставляється у льохах фірми Мерсьє.

## Винахідник кінореклами
У 1900 році в Парижі відбулася остання всесвітня виставка XIX ст.
Ежен Мерсьє оцінив потенціал виханоду братів Люм'єр. Він попросив їх зняти фільм про виноробний дім Мерсьє, в якому з'являється на екрані сам власник. Перша у світі кінореклака демонструвалася протягом всесвітньої виставки.

## Повітряна куля
У захопленого повітряними кулями, Ежена Мерсьє була інша ідея для закріплення реклами своєї фірми протягом міжнародної виставки. Він закріпив прив'язаний аеростат на Марсовому полі, який навантажив пляшками шампанського. Дев'ять чоловік могли поміститися на борту для підйому на 300 метрів (тобто на висоту Ейфелевої вежі), які протягом польоту дегустували шампанське Мерсьє. Звичайно, купол кулі містив такий фірмовий напис Мерсьє, щоб на землі змогли його розгледіти. Протягом всесвітньої виставки 1900 року аеростат відвили 20 тис. чоловік.

## Смерть
Через чотири роки Ежен Мерсьє помирає. Він похований на цвинтарі в Еперне поряд з матір'ю.

### Біографія
- Frédérique Crestin-Billet : La Naissance d'une grande maison de Champagne — Eugène Mercier ou l'audace d'un Titan, éditions Calmann-Lévy, 11/1996, 213p. ISBN 2-7021-2676-6 (фр.)

## Виноски
1. 1 2  GeneaStar
2. ↑  CHAMPAGNE MERCIER CUVÉE EUGÈNE MERCIER. www.wineandco.com. Архів оригіналу за 3 січня 2014. Процитовано 4 серпня 2012.
3. 1 2 3 4  LE PLUS ECO / Eugène Mercier : petit train et idées neuves. www.lest-eclair.fr. Процитовано 4 серпня 2012..[недоступне посилання з травня 2019]
4. ↑  Eugène Mercier, un génie de la publicité. www.aerophile.com. Архів оригіналу за 19 березня 2012. Процитовано 4 серпня 2012.